# Конзервативна стоматологија
Конзервативна стоматологија је грана стоматологије која обухвата тзв. оперативну стоматологију (болести зуба) и ендодонцију. Иако у медицинској пракси конзервативно лечење често у себи носи смисао алтернативе хируршком лечењу, конзервативна стоматологија одступа од таквог стереотипа јер методе које се примењују у оперативној стоматологији се базирају на хируршким тј. микрохируршким концептима.  

## Историјат
Први документовани докази о примени данашњих концепта су 9000 година стари и датирају из доба неолита. У арехеолошком налазишту Мехргарх, Палестина су пронађени зуби на којима се виде трагови рада бушилице. Од кроз историју су људи користили различите начине испуњавања кавитета те су пронађени зуби у чије кавитете су постављани племенити метали, парчићи дрвета, шкољке, драго камење итд. Почетком 19. века се јавља мешавина живе и различитих метала као један од материјала за испун избора и тиме почиње ера денталног амалгама.  Giovanni d' Arcoli први предлаже примени танких златних фолија за испуне. Почетком 1960-их се у стоматологију уведе и смоле као материал избора чиме се јавља алтернатива денталном амалгаму, а то су били композитни испуни.  

## Предмет изучавања
Предмет изучавања ове гране стоматологије јесту урођена и стечена оштећења тврде зубне супстанце. Од урођених су најзначајније аномалије тврдих зубних супстанци (аплазије, хипоплазије, дисплазије) а од стечених оштећења најчешћи је каријес зуба али се изучавају и друге тзв. некариозне лезије. Обзиром да је каријес зуба најчешћи и најучесталији узрочних оштећења данас се прилази овом обољењу са огромном пажњом тако да се у стоматолошким круговима често користи и термин кариологија као термин којим се описује делатност. 
Осим етиологије и патогенезе болести тј. оштећења конзервативна стоматологија изучава и стоматолошке материјале који се користе за испуњавање кавитета након препарације. Процес препарације кавитета и постављање денталних испуна је жаргону назван поправка зуба и постављање пломбе. 

## Специјализација
У Србији се конзерватина стоматологија још увек изучава заједно са ендодонцијом због своје блискости у анатомском, физиолошком, дијагностичком и терапијском смислу. Титула специјалисте болести зуба и ендодонције стиче стоматолог након завршене трогодишње специјализације и положеног специјалистичког испита. У току специјалистичког стажа се стичу знања и вештине из домена биологије, анатомије, физиологије, патологије зуба и осталих грана медицине и стоматологије које су везане за болести зуба.  

## Поправка зуба
Препарација кавитета и постављање испуна представља једну од најраширенијих медицинских интервенција. Разлог је велика распрострањеност зубног каријеса. Процедура је се заснива на концептима хирургије тј. уклањање болесног до здравог. Ручним или машинским денталним инструментима се уклања кариозно распаднута зубна супстанца све до здраве зубне супстанце по критеријумима који се заснивају на научним темељима. Након тога се у припремљен кавитет поставља адекватан испун. Данас се најчешће користе испуни од денталног амалгама, композитни испуни и глас јономер цементи.